# Редкие элементы
Ре́дкие элеме́нты — условное название большой группы элементов (свыше 60), куда входят литий, бериллий, галлий, индий, германий, ванадий, титан, молибден, вольфрам, редкоземельные элементы, а также инертные газы.
Большинство редких элементов — металлы, поэтому термин редкие элементы часто заменяют термином ре́дкие мета́ллы.

## Типы
Редкие элементы условно подразделяют на категории: лёгкие, тугоплавкие, рассеянные, редкоземельные, радиоактивные и инертные газы, однако многие из этих элементов могут быть отнесены одновременно к разным группам.

## Термин
Появление термина редкие элементы объясняется сравнительно поздним освоением и использованием этих элементов, что связано с их малой распространённостью (или рассеянностью в земной коре), а также трудностями извлечения из сырья для выделения в чистом виде. По мере расширения сферы использования этих элементов термин редкие элементы постепенно утрачивает своё первоначальное значение.

## Свойства
Редкие элементы нужны для современной техники, металлургии и химии.
Важными характеристиками этих элементов служат:
- Содержания в земной коре (весовые и атомные %)
- Физические и химические свойства изотопов
- Кристаллическая структура
- Степень чистоты
- Область применения